# Basket Team Crema 2017-2018
Questa voce raccoglie le informazioni riguardanti il Basket Team Crema nelle competizioni ufficiali della stagione 2017-2018.

## Stagione
Il Basket Team Crema, sponsorizzato dalla Tec-Mar, ha partecipato alla Serie A2 per l'undicesima volta, la sesta consecutiva.
Il 25 febbraio 2018 conquista la coppa Italia di A2, superando in finale il Progresso Bologna.

## Verdetti stagionali
Competizioni nazionali
- Serie A2:

stagione regolare: 5º posto su 16 squadre (19-11);
play-off: semifinale persa contro Costa Masnaga (54-69).
- Coppa Italia di Serie A2:

vince in finale contro Progresso Bologna (55-53).

## Rosa
|    | Naz.               | Ruolo | Sportivo            | Anno | Alt. |  |  |
| -- | ------------------ | ----- | ------------------- | ---- | ---- |  |  |
| 4  | Italia (bandiera)  | AC    | Alice Nori          | 1993 | 182  |  |  |
| 5  | Italia (bandiera)  | P     | Greta Visigalli     | 1999 | 172  |  |  |
| 6  | Italia (bandiera)  | P     | Giulia Togliani     | 1998 | 170  |  |  |
| 7  | Italia (bandiera)  | G     | Alice Mandelli      | 1993 | 172  |  |  |
| 8  | Italia (bandiera)  | G     | Martina Capoferri   | 1991 | 174  |  |  |
| 9  | Croazia (bandiera) | A     | Kristina Benić      | 1988 | 189  |  |  |
| 10 | Italia (bandiera)  | A     | Carolina Cerri      | 1999 | 177  |  |  |
| 11 | Italia (bandiera)  | G     | Paola Caccialanza   | 1989 | 172  |  |  |
| 12 | Italia (bandiera)  | A     | Francesca Parmesani | 1998 | 183  |  |  |
| 13 | Italia (bandiera)  | C     | Gilda Cerri         | 1990 | 185  |  |  |
| 14 | Italia (bandiera)  | A     | Alice Donzelli      | 1999 | 178  |  |  |
| 15 | Italia (bandiera)  | G     | Francesca Rossi     | 2000 | 175  |  |  |
| 17 | Italia (bandiera)  | P     | Norma Rizzi         | 1993 | 172  |  |  |
| 18 | Italia (bandiera)  | G     | Sara Moro           | 1999 | 172  |  |  |

## Mercato
| Acquisti | Acquisti        | Acquisti       | Acquisti   |
| R.       | Nome            | da             | Modalità   |
| -------- | --------------- | -------------- | ---------- |
| AC       | Alice Nori      | Cest. Spezzina | definitivo |
| P        | Giulia Togliani | Reyer Venezia  | definitivo |
| A        | Kristina Benić  | Cest. Spezzina | definitivo |
| G        | Sara Moro       | -              | definitivo |

| Cessioni | Cessioni          | Cessioni         | Cessioni       |
| R.       | Nome              | a                | Modalità       |
| -------- | ----------------- | ---------------- | -------------- |
| P        | Camilla Conti     | -                | fine contratto |
| AC       | Cecilia Zagni     | GEAS             | fine contratto |
| AC       | Ieva Veinberga    | Liepajas Papiris | fine contratto |
| G        | Noemi Maiocchi    | -                | fine contratto |
|          | Sara Degli Agosti | -                | fine contratto |
| A        | Martina Picotti   | Sanga Milano     | fine contratto |

## Risultati

### Campionato

#### Play-off Promozione

##### Quarti di finale
| Arbitri: | Alberto Giansante (Siena) Alexa Castellaneta (Bolzano) |

|            |          |             |
| Nori 13    | Punti    | 12 Pieropan |
| Togliani 3 | Assist   | 3 Granzotto |
| Benić 8    | Rimbalzi | 7 Llorente  |

##### Semifinale
| Arbitri: | Fabrizio Suriano (Torino) Cristina Maria Culmone (Bologna) |

|               |          |         |
| Mahlknecht 19 | Punti    | 27 Nori |
| Del Pero 7    | Assist   | 3 Rizzi |
| Rulli 16      | Rimbalzi | 11 Nori |

### Coppa Italia di Serie A2

#### Quarti di finale
| Arbitri: | Cristina Maria Culmone (Bologna) Matteo Bergami (Bologna) |

|                 |          |                |
| Brunelli 14     | Punti    | 12 Benić, Nori |
| Narvičiūtė 4    | Assist   | 4 Caccialanza  |
| Pochobradska 11 | Rimbalzi | 7 Nori         |

#### Semifinale
| Arbitri: | Alessandra Ricci (Pedaso) Luca Santilli (Recanati) |

|                |          |             |
| Caccialanza 19 | Punti    | 16 Russo    |
| Togliani 8     | Assist   | 4 Verona    |
| Benić 7        | Rimbalzi | 11 Ferretti |

#### Finale
| Arbitri: | Alexa Castellaneta (Bolzano) Claudio Borrelli (Cercola) |

|           |          |          |
| D'Alie 18 | Punti    | 20 Benić |
| D'Alie 4  | Assist   | 3 Benić  |
| D'Alie 8  | Rimbalzi | 13 Benić |

## Statistiche

### Statistiche di squadra
| Competizione          | Punti | In casa | In casa | In casa | In casa | In casa | In trasferta | In trasferta | In trasferta | In trasferta | In trasferta | Totale | Totale | Totale | Totale | Totale | Totale |
| Competizione          | Punti | G       | V       | P       | Ptf     | Pts     | G            | V            | P            | Ptf          | Pts          | G      | V      | P      | Ptf    | Pts    | Diff.  |
| --------------------- | ----- | ------- | ------- | ------- | ------- | ------- | ------------ | ------------ | ------------ | ------------ | ------------ | ------ | ------ | ------ | ------ | ------ | ------ |
| Serie A2              | 38    | 15      | 12      | 3       | 945     | 832     | 15           | 7            | 8            | 853          | 861          | 30     | 19     | 11     | 1798   | 1693   | +105   |
| Play-off              |       | 1       | 1       | 0       | 69      | 55      | 1            | 0            | 1            | 54           | 69           | 2      | 1      | 1      | 123    | 124    | -1     |
| Coppa Italia Serie A2 |       | -       | -       | -       | -       | -       | 3            | 3            | 0            | 192          | 173          | 3      | 3      | 0      | 192    | 173    | +19    |
| Totale                |       | 16      | 13      | 3       | 1014    | 887     | 19           | 10           | 9            | 1099         | 1103         | 35     | 23     | 12     | 2113   | 1990   | +123   |